# A Spartan Girl of the West
A Spartan Girl of the West è un cortometraggio muto del 1913 diretto da Thomas Ricketts che aveva come interpreti Winifred Greenwood, Edward Coxen, George Field, Ida Lewis. Basato su un soggetto di Theodosia Harris, il film, di genere western, fu prodotto dalla Flying A e distribuito dalla Mutual Film.

## Trama
Molly è la proprietaria del M.B. Ranch. Il suo caposquadra, Ed Coxen, sembra molto sollecito nel curare i suoi interessi ma l'uomo riscuote solo una tiepida attenzione da parte di lei. Quando nel ranch vicino giunge un nuovo arrivato, i furti di bestiame della zona sembrano avere un'impennata. Il vicino si dà da fare per entrare nelle buone grazie di Molly, suscitando l'animosità di Coxen. Quest'ultimo espone i suoi sospetti a Molly, ma lei ride dei suoi timori anche se, segretamente, risolve di fare un esperimento. Il sospettato viene colto in flagrante dalla donna, preso e tenuto nascosto fino a quando gli uomini dello sceriffo non si allontanano a cercarlo tra le colline. Poi viene rilasciato, con l'avvertimento di andarsene per non tornare più.

## Produzione
Il film fu prodotto dall'American Film Manufacturing Company come Flying A.

## Distribuzione
Distribuito dalla Mutual, il film - un cortometraggio in una bobina - uscì nelle sale cinematografiche degli Stati Uniti il 27 novembre 1913.